# Hilário de Poitiers
Hilário de Poitiers (em latim: Hilarius Pictaviensis) foi um bispo na cidade romana de Pictávio, atual Poitiers, na Gália, e é um dos Doutores da Igreja. Muitas vezes chamado de "Martelo dos Arianos" (em latim: Malleus Arianorum) e o "Atanásio do ocidente", seu nome vem da palavra grega para "feliz" ou "alegre".
Sua festa litúrgica no Calendário católico romano de santos é comemorada em 13 de janeiro. No passado, como esta data era ocupada pela oitava da Epifania, a festa foi movida para 14 de janeiro e ainda é celebrada nesta data por tradicionalistas católicos.

## Primeiros anos
Hilário nasceu em Pictávio próximo ao final do século III numa família de pagãos de certa distinção. Recebeu uma boa educação, incluindo o que estava se tornando a cada dia mais raro no ocidente: noções de grego. Estudou posteriormente obras sobre o Antigo e o Novo Testamento, o que acabou resultando em sua conversão do neoplatonismo para o cristianismo, assim como as de sua esposa e filha (esta tradicionalmente conhecida como Santa Abra), e foi batizado por volta de 345, em momento de “intenso desejo, não só de compreender-lo, mas também de conhecê-lo”.
| “ | ...Com aqueles livros escritos por Moisés e os Profetas, que transmitiam a religião dos hebreus. Nestes o próprio Deus criador, dando testemunho de si mesmo, assim se expressava: Eu sou o que sou. [...] Isto dirás aos filhos de Israel, envio-me a vós aquele que é. (Êxodo 3:14). Fiquei cheio de admiração por tão perfeita definição de Deus que, de modo apto, dá à inteligência humana o conhecimento da natureza divina. | ” |
|   | — Tratado sobre a Santíssima Trindade, I 5, Hilário de Poitiers. |   |

Tão grande era o respeito que lhe tinham os habitantes de Pictávio que, por volta de 353, ainda um homem casado, Hilário foi aclamado bispo da cidade (o conceito de celibato clerical estava apenas começando a emergir no ocidente). Naquela época, o arianismo ameaçava solapar a Igreja ocidental e refutá-lo foi a grande tarefa de Hilário. Um dos seus primeiros passos como bispo foi assegurar a excomunhão, por todos os que ainda eram ortodoxos na hierarquia galesa, de Saturnino, o bispo ariano de Arelate (atual Arles, na Provença), assim como de Ursácio de Singiduno e Valente de Mursa, dois de seus proeminentes aliados.
Na mesma época, ele escreveu ao imperador Constâncio II (r. 337–361) um protesto contra as perseguições que os arianos vinham fomentando para esmagar seus oponentes ("Ad Constantium Augustum liber primus", cuja data mais provável é 355). Seus esforços não tiveram sucesso no começo, pois num sínodo na cidade de Beterras (atual Béziers, no Languedoque), convocada em 356 pelo imperador Constâncio com o objetivo explícito de resolver as disputas em aberto, Hilário foi, por decreto imperial, banido, juntamente com Ródano de Tolosa, para a Frígia, onde ele passou quase quatro anos no exílio.

## Obra teológica

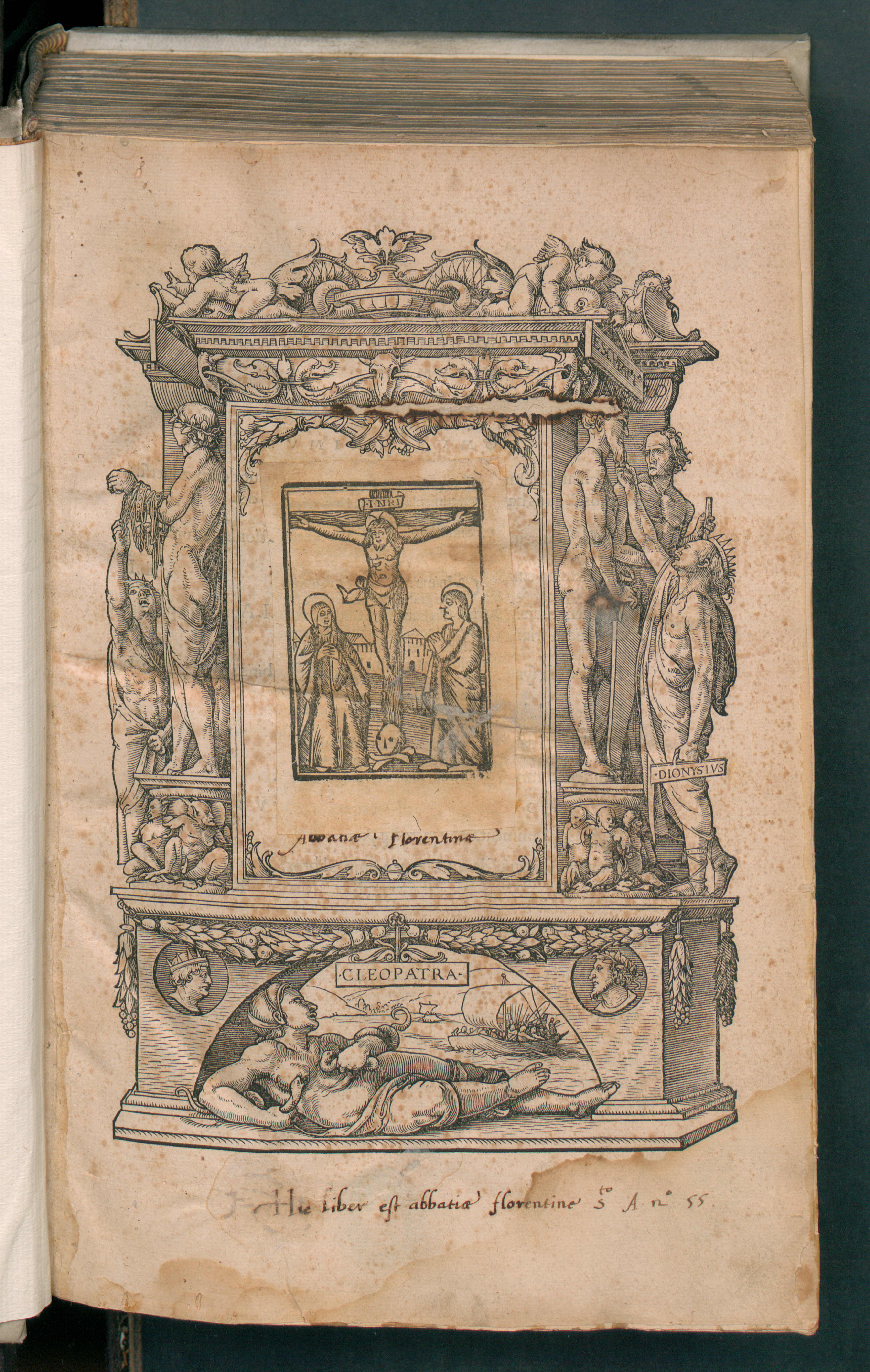
Lucubrationes, 1523

Dali, ele continuou a governar a sua diocese, enquanto encontrava tempo para preparar as suas duas mais importantes contribuições para a teologia dogmática e polêmica: o "De synodis" ou "De fide Orientalium" ("Sobre os Concílios, ou a Fé dos orientais"), uma epístola endereçada em 358 aos bispos semi-arianos na Gália, na Germânia e na Britânia, analisando os pontos de vista dos bispos orientais durante a controvérsia ariana. Ao revisar as profissões de fé dos bispos orientais nos concílios de Concílio de Ancira, Antioquia e Sírmio, buscou demonstrar que, por vezes, as diferenças entre algumas doutrinas e as crenças ortodoxas estavam mais nas palavras que nas ideias, o que levou Hilário a aconselhar os bispos ocidentais a serem mais reservados em suas condenações. Ele compôs ainda  De trinitate libri XII ("Tratado sobre a Santíssima Trindade"), composta entre 359 e 360, na qual, pela primeira vez, uma tentativa teve sucesso em expressar, em latim, as sutilezas teológicas até então elaboradas apenas nos textos em grego. A primeira não teve uma boa recepção entre os seus partidários, que achavam que ele havia sido leniente com os arianos, ao que ele respondeu em sua "Apologetica ad reprehensores libri de synodis responsa" ("Apologia às repreensões a 'Sobre os Concílios'").
Seus repetidos e urgentes pedidos para uma discussão em público com seus oponentes, especialmente com Ursácio e Valente, se mostraram enfim tão inconvenientes que Hilário acabou mandado de volta à sua diocese, onde provavelmente chegou por volta de 361, muito próximo da data de ascensão do imperador Juliano, o Apóstata.

### Tratado sobre a Santíssima Trindade
Escrito em latim, o "De Trinitate" ("Tratado sobre a Santíssima Trindade") está subdividido em doze livros organizados em capítulos curtos. Compostos provavelmente durante o seu exílio, foi escrita por causa de sua aversão à política pró-ariana demonstrada pelo Imperador Constâncio II no sínodo de Béziers em 356. Por isso, não se trata somente de um texto teológico, mas de uma crítica à formulação da Trindade professada pelo presbítero Ário e seus aliados, e contra a própria político-religiosa desenvolvida pelo imperador Constâncio II.
Não sabemos o título que o próprio Hilário conferiu a este livro. Segundo o bispo jesuíta Luiz Francisco Ladaria, estudioso dos escritos do bispo Hilário, o nome "De Trinitate" é encontrada em Venâncio Fortunato ("Vita Hilarii". I, 14) e Cassiodoro ("Institutiones" I, 16).  "Adversus Arianos" é o título que nos transmite Jerônimo ("De Viris Illustribus", cap. 100).
Em estilo de diálogo, "De Trinitate" não é apenas a reprodução escrita de uma hipotética discussão oral entre o bispo Hilário e Ário, e deve ser analisada do ponto de vista literário.

## Combate ao arianismo

### Teologia de Hilário
Durante a antiguidade tardia os conceitos do que era ortodoxia e heresia estavam vinculados aos processos de estigmatização imposto pelos grupos de maior poder naquele momento, nicenos e arianos moderados. Logo a vitória de um sobre o outro se relacionava muito mais a uma determinada distribuição de poder no seio da comunidade cristã do que a uma suposta superioridade ontológica do seu argumento ou a uma fidelidade diante da revelação divina. Claudio Moreschini e Enrico Norelli afirmam que o bispo Hilário defendia que a fórmula consubstancial (homoousios) ratificada no Primeiro Concílio de Niceia em 325 e a teoria da “semelhante segundo a natureza” (homoiosios) sancionada no Concílio de Rimini em 359 se corretamente entendidas, não entravam em conflito.
Hilário utilizava como metodologia de análise dos textos bíblicos o método alegórico, defendendo que os escritos religiosos tinham um sentido literal e um outro espiritual. Para Christopher A Hall  a análise alegórica provinha do polo exegético de Alexandria (veja Escola de Alexandria), tendo como principal característica de sua metodologia a subordinação da história a um significado mais alto; o referencial histórico ficava em segundo lugar para o ensino espiritual pretendido pelo autor. Em "De Trinitate", Hilário enfatiza um debate discursivo entre as fundamentações bíblicas de sua teoria e a dos arianos. Hall assinala que os arianos contrapunham o método alegórico empregando em sua exegese o método tipológico provindo do polo intelectual de Antioquia (veja Escola de Antioquia), que tinha como característica uma criteriosa análise da linguagem bíblica, compreendendo a história humana, a partir dos escritos bíblicos de forma mais literal.

### Expulsão de Milão
Ele se ocupou por dois ou três anos no combate ao arianismo em sua diocese. Porém, em 364, estendendo seus esforços uma vez mais para fora da Gália, ele impediu a nomeação de Auxêncio, bispo de Mediolano (atual Milão), um homem com conexões no topo da corte imperial, por ser "heterodoxo". Chamado a comparecer perante o imperador Valentiniano I em Mediolano e lá reconfirmar suas acusações, Hilário ficou mortificado ao ver que o suposto herético dar todas as respostas corretas às questões que fez. Sua denúncia de Auxêncio como sendo um hipócrita não o salvou da ignomínia de uma expulsão da corte.

### Crítica a Constâncio
Após o Concílio de Constantinopla em 360, por volta de 365, Hilário publicou "Contra Arianos vel Auxentium Mediolanensem liber" em conexão com a controvérsia e também - talvez um pouco antes - "Contra Constantium Augustum liber", em que ele afirmava que o imperador recém-falecido teria sido o anticristo, um rebelde contra Deus, "um tirano cujo único objetivo tem sido dar de presente ao demônio o mundo pelo qual Cristo sofreu". Neste controverso panfleto dirigido ao imperador Constâncio II, ele é acusado de ser o mais cruel e perseguidor entre  os imperadores. Hilário polemizava as ações do Imperador nos seguintes termos:
| “ | Eu grito em tua face, Constâncio, o que teria declarado a Nero, o que Décio e Maximiano teriam ouvido de minha boca: tu combates contra Deus, tu te desembestas contra a Igreja, tu persegues os santos os pregadores do Cristo, tu esmagas a religião, tirano não mais em matéria profana, mais em matéria religiosa. (...) tu te passa falsamente por cristão, tu que és o novo inimigo de Cristo; precursor do Anticristo. (...) tu inventas fórmulas de fé (...) tu substituis os bons bispos pelos maus. (...) tu superas o diabo e persegues sem martirizar | ” |
|   | — Contra Constantium Augustum liber, Hilário de Poitiers. |   |

## Morte
Os anos finais de sua vida se passaram em comparativa paz, devotados em parte à preparação de suas exposições sobre os Salmos ("Tractatus super Psalmos"), pelo qual ele deve muito à Orígenes; de seu "Commentarius in Evangelium Matthaei", uma exegese alegórica do primeiro Evangelho; e da hoje perdida tradução que fez dos comentários de Orígenes sobre o Livro de Jó.
No final de seu episcopado e com seu encorajamento, Martinho, o futuro bispo de Tours, fundou um mosteiro em Ligugé, em sua diocese.
Ele morreu em 368, embora nenhuma data exata seja confiável.

## Reputação e veneração
Santo Hilário é considerado o maior entre os escritores latinos antes de Santo Ambrósio. Já tendo sido chamado por Santo Agostinho de ,,"o mais ilustre doutor das igrejas", exerceu uma crescente influência em séculos seguintes. Por obra do Papa Pio IX, foi formalmente reconhecido como universae ecclesiae doctor (ou seja, Doutor da Igreja) no sínodo de Bordeaux em 1851.

### Estudo
Pesquisas recentes fizeram uma distinção entre o pensamento de Hilário antes do seu exílio na Frígia sob Constâncio e a qualidade de suas grandes obras posteriores.
Por Agostinho ter citado partes do comentário sobre a Epístola aos Romanos como tendo sido de autoria de "Sanctus Hilarius", a obra já foi atribuída por diferentes críticos, em diferentes épocas, à quase todos os Hilários conhecidos.
Uma Vita de Hilário foi escrita por Venâncio Fortunato em ca. 550, mas não é considerada confiável, ao contrário das menções em Jerônimo (De Vir, 100), Sulpício Severo (Chron. ii. 39-45) e as próprias obras de Hilário.
Ainda que ele tenha seguido de perto dois grandes alexandrinos, Orígenes e Atanásio, respectivamente na exegese e na cristologia, sua obra mostra muitos traços de um pensamento vigoroso e independente.

## Culto
O culto de Santo Hilário se desenvolveu em associação com o de São Martinho de Tours como resultado da obra de Sulpício Severo, Vita Sancti Martini, que se espalhou rapidamente pela parte ocidental da Britânia. As vilas de St Hilary, na Cornualha, Glamorgan e a de  Llanilar, em Ceredigion, tem o nome do santo.
Na França, a maior parte das dedicações à Santo Hilário são encontradas no oeste (e norte) do Maciço central, de onde o culto eventualmente se espalhou também para o Canadá. No noroeste da Itália, a igreja de Sant’Ilario em Casale Monferrato foi dedicada já em 380 d.C.